# إيفس سيرنيلز
ايفس سيرنيلز (16 أكتوبر 1972 في بلجيكا - ) هو مدرب كرة قدم ولاعب كرة قدم بلجيكي في مركز الدفاع. لعب مع ليرس ونادي فيسترلو وK.F.C. Dessel Sport ‏ ودندرليف إندرخت هكلغام ‏.

## وصلات خارجية
- ايفس سيرنيلز على موقع قاعدة بيانات كرة القدم.إي يو (الإنجليزية)
- ايفس سيرنيلز على موقع Soccerway.com (الإنجليزية)
- ايفس سيرنيلز على موقع عالم كرة القدم.نت (الإنجليزية)